# Денеш Лукач (тенісист)
Денеш Лукач (угор. Dénes Lukács; нар. 25 лютого 1987) — колишній угорський тенісист.
Найвищу одиночну позицію світового рейтингу — 402 місце досяг 7 травня 2012, парну — 975 місце — 19 березня 2012 року.
Завершив кар'єру 2012 року.

## Фінали ф'ючерсів і челленджерів

### Одиночний розряд: 4 (2–2)
| Легенда             |
| ------------------- |
| Челленджери 0 (0–0) |
| Ф'ючерс 4 (2–2)     |

| Результат | Ранг | Дата | Турнір               | Покриття | Суперник       | Рахунок       |
| --------- | ---- | ---- | -------------------- | -------- | -------------- | ------------- |
| Поразка   | 1.   | 1982 | Браунсвілл, США F5   | Тверде   | Ніколас Монро  | 3–6, 6–3, 1–6 |
| Перемога  | 2.   | 1978 | Дурбан, ПАР F2       | Тверде   | Джошуа Мілтон  | 6–2, 6–0      |
| Поразка   | 3.   | 1982 | Новий Сад, Сербія F7 | Ґрунт    | Міхаель Лінцер | 2–6, 6–3, 2–6 |
| Перемога  | 4.   | 1991 | Лоле, Португалія F3  | Тверде   | Нільс Десайн   | 6–4, 6–1      |

### Парний розряд 3 (1–2)
| Легенда             |
| ------------------- |
| Челленджери 0 (0–0) |
| Ф'ючерс 3 (1–2)     |

| Результат | Ранг | Дата | Турнір                        | Покриття | Партнер            | Суперники                      | Рахунок          |
| --------- | ---- | ---- | ----------------------------- | -------- | ------------------ | ------------------------------ | ---------------- |
| Перемога  | 1.   | 1977 | Марбург (місто), Німеччина F6 | Ґрунт    | Корнель Бардоцький | Ерік Хвойка Філіпп Піямонґколь | 7–5, 5–7, 6–4    |
| Поразка   | 2.   | 1989 | Суботиця, Сербія F6           | Ґрунт    | Адам Кельнер       | Діно Маркан Антоніо Шанчич     | 4–6, 6–4, [7–10] |
| Поразка   | 3.   | 2005 | Фару, Португалія F1           | Тверде   | Штефен Монеке      | Гонсалу Фалкао Педро Соуза     | 5–7, 4–6         |

## Кубок Девіса

### Участі: (2–3)
| Участь у матчах груп |
| -------------------- |
| Світова група (0–0)  |
| Плей-оф СГ (0–0)     |
| Група I (0–0)        |
| Група II (2–3)       |
| Група III (0–0)      |
| Група IV (0–0)       |

| Матчів за покриттям |
| ------------------- |
| Тверде (1–0)        |
| Ґрунт (1–3)         |
| Трава (0–0)         |
| Килим (0–0)         |

| Матчів за розрядом     |
| ---------------------- |
| Одиночний розряд (2–3) |
| Парний розряд (0–0)    |

- ▲ ▼ позначає результат матчу на Кубок Девіса, після чого вказано дату, місце проведення і тип покриття тенісного корту.

| Rubber outcome | Ранг | Rubber | Тип матчу (партнер, якщо є)                                                                                   | Країна-суперниця                                                                                              | Гравець(вці)-суперник(и)                                                                                      | Рахунок |
| ▲4–1; 4–6 березня 2005; Hód Tennis Centre, Годмезевашаргей, Угорщина; 1 коло зони Європа/Африка; Тверде (з) *      | ▲4–1; 4–6 березня 2005; Hód Tennis Centre, Годмезевашаргей, Угорщина; 1 коло зони Європа/Африка; Тверде (з) * | ▲4–1; 4–6 березня 2005; Hód Tennis Centre, Годмезевашаргей, Угорщина; 1 коло зони Європа/Африка; Тверде (з) * | ▲4–1; 4–6 березня 2005; Hód Tennis Centre, Годмезевашаргей, Угорщина; 1 коло зони Європа/Африка; Тверде (з) * | ▲4–1; 4–6 березня 2005; Hód Tennis Centre, Годмезевашаргей, Угорщина; 1 коло зони Європа/Африка; Тверде (з) * | ▲4–1; 4–6 березня 2005; Hód Tennis Centre, Годмезевашаргей, Угорщина; 1 коло зони Європа/Африка; Тверде (з) * | ▲4–1; 4–6 березня 2005; Hód Tennis Centre, Годмезевашаргей, Угорщина; 1 коло зони Європа/Африка; Тверде (з) * |
| --- | --- | --- | --- | --- | --- | --- |
| Перемога | 1 | V | Одиночний розряд (Матч без турнірного значення)                                                               | Монако | Тома Друе | 6–4, 6–2 |
| ▲3–2; 21–23 липня 2006; Locomotiv Plovdiv Tennis Centre, Пловдив, Болгарія; 2-ге коло зони Європа/Африка; ґрунт    | | | | | | |
| Поразка | 2 | IV | Одиночний розряд (Матч без турнірного значення)                                                               | Болгарія | Тодор Енев | 3–6, 5–7 |
| ▲5–0; 18–20 липня 2008; Thessaloniki Tennis Club, Салоніки, Греція; плей-оф на вибування зони Європа/Африка; ґрунт | | | | | | |
| Перемога | 3 | IV | Одиночний розряд (Матч без турнірного значення)                                                               | Греція | Константінос Мікос                                                                                            | 6–1, 6–2 |
| ▲3–2; 10–12 липня 2009; Gödöllő Kiskastély, Геделле, Угорщина; 1 коло зони Європа/Африка; ґрунт                    | | | | | | |
| Поразка | 4 | II | Одиночний розряд                                                                                              | Молдова | Андрій Горбан                                                                                                 | 4–6, 6–2, 5–7, 1–6                                                                                            |
| Поразка | 5 | V | Одиночний розряд (Матч без турнірного значення)                                                               | Молдова | Раду Албот | 3–6, 2–6 |

* Монако узяли за краще грати в Угорщині

## Sources
- Денеш Лукач на сайті ATP(англ.)
- Денеш Лукач на сайті ITF
- Денеш Лукач на сайті Кубку Девіса